# Samanta Soares
Samanta Soares (16 de julio de 1993) es una deportista brasileña que compite en judo.
Ganó dos medallas en los Juegos Panamericanos de 2023 y dos medallas en el Campeonato Panamericano de Judo, en los años 2014 y 2017.

## Palmarés internacional
| Juegos Panamericanos    | Juegos Panamericanos      | Juegos Panamericanos | Juegos Panamericanos |
| Año                     | Lugar                     | Medalla              | Categoría            |
| ----------------------- | ------------------------- | -------------------- | -------------------- |
| 2023                    | Santiago (Chile)          | Medalla de oro       | –78 kg               |
| 2023                    | Santiago (Chile)          | Medalla de plata     | Equipo mixto         |
| Campeonato Panamericano |                           |                      |                      |
| Año                     | Lugar                     | Medalla              | Categoría            |
| 2014                    | Guayaquil (Ecuador)       | Medalla de bronce    | –78 kg               |
| 2017                    | Ciudad de Panamá (Panamá) | Medalla de oro       | –78 kg               |